# À l'assaut des aiguilles du Diable
Pour plus de détails, voir Fiche technique et Distribution.
À l'assaut des aiguilles du Diable est un film français de 1942 réalisé par le réalisateur de cinéma de montagne Marcel Ichac (1906-1994). C'est aussi le nom d'un livre écrit par Marcel Ichac (éd. Jean Susse, 1945) relatant le tournage de ce film.

## Un grand classique du cinéma de montagne
Le film documentaire accompagne le célèbre guide de montagne Armand Charlet dans la répétition de la première ascension du mont Blanc du Tacul qu'il avait lui-même réalisée en 1925. Le film, entièrement consacré à la beauté du geste du grimpeur et à sa façon de trouver la solution de passages difficiles, restera longtemps un grand classique du cinéma de montagne.
Le tournage du film constitue lui-même un exploit sportif. L'écrivain de montagne Pierre Minvielle le décrit ainsi :

« Le tournage s’effectue à plus de 4 000 mètres. Le but est de faire revivre sur la pellicule les exploits déjà légendaires à l’époque du guide d’Argentière Armand Charlet. Le film montre l’excellent grimpeur aux prises avec le fameux surplomb de l’Isolée, qu’il avait escaladé pour la première fois en 1925. Lors du tournage, on est en pleine Seconde Guerre mondiale, les difficultés dues aux restrictions – Ichac parlait de conditions ascétiques - viennent s’ajouter aux dangers de la prise de vue. Car Ichac filme sur place, dans la paroi, sur les lieux mêmes de l’exploit. Le résultat sera une œuvre à résonance héroïque qui, en ces temps d’occupation, connaîtra un grand retentissement. »

— Marcel Ichac, Le Maître incontesté du cinéma de montagne, Pierre Minvielle, in La Montagne et Alpinisme, 3-94, pp 12-14
Ce film constitue pour Marcel Ichac un manifeste de sa conception du cinéma de montagne (20 ans avant une œuvre plus ambitieuse, Les Étoiles de midi). Ce dernier souhaitait montrer que l'enjeu sportif lui-même, montré dans son dépouillement mais avec une grande sensibilité humaine, avait autant d'intensité qu'une histoire de fiction artificiellement dramatisée. Comme l'écrit le critique de cinéma Pierre Leprohon :

« À l’assaut des aiguilles du Diable est un document psychologique autant qu’un film d’alpinisme. La montagne est l’enjeu d’une lutte qu’il faut remporter. L’intérêt du film réside dans ce combat. C’est à lui qu’il doit son étonnante puissance dramatique. Pour la rendre plus sensible, Ichac abandonnait tout effet pittoresque ou descriptif. Il disait le plus sobrement possible ce qu’il avait à dire. »

— Pierre Leprohon, Le Cinéma et la montagne, éditions Jean Susse, Paris, 1944, page 115
Ce film est considéré comme un précurseur du cinéma vérité, 25 ans avant Les Étoiles de midi, également de Marcel Ichac :
- « Marcel Ichac tournera ses scènes au plus près de son sujet, suspendu au bout d’un corde à proximité du guide chamoniard et de son second de cordée, et inaugurera avec ce film un cinéma « vérité » de montagne dont on retrouvera le principe dans ses productions futures. » (Marcel Ichac, Histoire d’un pionnier, Marc Fenoli, Montagne magazine no 170, mai 1994).
- « En 1942, avec À l’assaut des aiguilles du Diable, Marcel Ichac inaugurait le « cinéma vérité ». C’est selon la même exigence qu’il tournera, en 1958, Les Etoiles de midi. » (L’Envers des Etoiles, François Lalande, in Montagnes magazine, spécial festival du film d’Autrans, décembre 1994).
- Dans le dernier chapitre de son livre À l'assaut des aiguilles du Diable (1945), Marcel Ichac théorise ce qui sera qualifié plus tard de cinéma vérité.

À l'assaut des aiguilles du Diable connaît un grand succès à sa sortie. Il passe en première partie du film Les Anges du péché de Robert Bresson. À l'assaut des aiguilles du Diable reçoit en 1943 le Grand prix du film documentaire, à Paris.

## Fiche technique
- Réalisateur : Marcel Ichac
- Photographie : Marcel Ichac
- Musique : Tony Aubin
- Société de production : CITEVOX
- Pays :  France
- Format :  Noir et blanc - Format 16 mm[1]
- Durée : 18m12s[1]

## Distribution
- Armand Charlet dans son propre rôle.